# Pietro Bruno Cattaneo
Pietro Bruno Cattaneo (Sesto San Giovanni, 10 febbraio 1947) è un dirigente sportivo italiano, è stato presidente della Federazione Italiana Pallavolo dal 2017 al 2021.

## Biografia
Laureato in giurisprudenza, è iscritto all’ordine degli avvocati di Milano.
Imprenditore nel campo della grande distribuzione, in gioventù arrivò alla pallavolo dopo essere transitato per diversi altri sport.
Fu tra i soci fondatori della Pallavolo Zenit, club femminile milanese che poi, attraverso vari cambi societari e confluenze, giunse fino all’inglobamento nella polisportiva Pro Patria Milano raggiungendo la serie A2.
L’ingresso in Federazione è del 1994 come membro e, poi, presidente, della commissione tesseramento atleti; nel 1996 fu eletto consigliere, carica rinnovata per i quattro quadrienni olimpici successivi, e nel 2012 divenne anche vicepresidente federale.
Dal 26 febbraio 2017 è succeduto a Carlo Magri come presidente della Federvolley.
Alla sua gestione vanno ascritti, tra gli uomini, l’argento maschile alla Grand Champions Cup 2017 e l’oro ai Giochi del Mediterraneo 2018, mentre a livello femminile figurano due argenti, nel World Grand Prix 2017 e al campionato mondiale 2018.
Mantiene la carica di presidente della Fipav per un quadriennio, fino al 10 marzo 2021, quando gli succede il suo vice Giuseppe Manfredi.